# Mikulášovický potok
Mikulášovický potok (německy Nixdorfer Bach, dříve také Rauschbach, Šumící potok) je 7 km dlouhý potok ve Šluknovské pahorkatině protékající Mikulášovicemi, podle kterých je také pojmenován. V katastru Vilémova se vlévá do Vilémovského potoka. Patří do povodí Labe a k úmoří Severního moře.

## Průběh toku
Mikulášovický potok pramení v horní části města Mikulášovice na zamokřené louce ohraničené řídkou venkovskou zástavbou v nadmořské výšce 469 m. Nejprve teče východo-západním směrem, po soutoku se Studeným potokem směřuje na sever a později severozápad. Protéká plochým úvalovitým údolím, které se na několika místech zužuje. Říční síť je stromovitá, přičemž vodní toky, které se do Mikulášovického potoka vlévají, jsou svou vydatností podobné vlastnímu toku. Přestože Mikulášovický potok svým průběhem kopíruje zástavbu, v horní a dolní části Mikulášovic najdeme původní říční nivy s bažinami. V místech souvislé městské zástavby je koryto potoka regulováno. Potok ústí v široké říční nivě do Vilémovského potoka ve Vilémově pod továrnou Stap v nadmořské výšce 332 m. Délka toku je celkem 7,0 km, přitom překonává převýšení 137 m, které je však v celé délce toku značně nevyrovnané (největší sklon je v katastru Vilémova až po Stap).
Na vlastním Mikulášovickém potoce i jeho přítocích byly v minulosti postaveny vodní mlýny a pila, všechny však zanikly po druhé světové válce. Na dolním toku je umístěna malá vodní elektrárna. Spíše na přítocích než na vlastním toku se nachází necelá dvacítka rybníků, které jsou však povětšinou neudržované, některé postupně zanikají.

## Přítoky
Mikulášovický potok má několik přítoků místního významu, z nichž většina je levostranná, pouze dva jsou pravostranné.
- Bezejmenný přítok (levý, 6,6 říč. km), který pramení pod železniční zastávkou Mikulášovice horní nádraží, je někdy mylně považován za pramen Mikulášovického potoka.
- Vrbový potok či Vrbák, německy Weidenbach (levý, 5,4 říč. km) pramení v mokřadu u rybníčku nad železniční zastávkou Mikulášovice horní nádraží. Protéká pastvinami severozápadním směrem a u domu čp. 241 ústí do Mikulášovického potoka.
- Malomikulášovický potok, německy Klein-Nixdorfer Bach (pravý, 4,5 říč. km) má dva prameny v mokřadech v Mikulášovičkách (pomístně Malé Mikulášovice, odtud název).
- Hančperský potok, německy Hantschberger Bach (levý, 4,1 říč. km) je s délkou 2 km nejvydatnějším přítokem Mikulášovického potoka. Pramení nedaleko vrcholu Hraničního (Hančova) vrchu a napájí městské koupaliště. U bývalé městské elektrárny se Hančperský potok spojuje se Zlodějským potokem, německy Diebbach, který pramení v lese poblíž Zlodějské stezky (německy Diebstrasse, odtud název). Pod Farním vrchem se do něj vlévá přítok pramenící u bývalého statku rodiny Schäferových (německy Schäferwasser, český název chybí). Jejich společný tok ústí pod Parkem Anni Frind do Mikulášovického potoka.
- Studený potok, německy Kaltwasser (levý, 3,2 říč. km) pramení na úpatí Tanečnice, odkud směřuje k Davidovu vrchu. Na tomto přítoku se nachází největší rybník v povodí Mikulášovického potoka Vágneterák.
- Strouha (levá, 2,6 a 2,4 říč. km)
- Rákosový potok, německy Schilfenbach (pravý, 2,2 říč. km) pramení za bývalým lesním divadlem, protéká rybníkem Vajlišákem, překračuje Kostelní stezku, aby se u domu čp. 502 spojil s Mikulášovickým potokem.
- Strouha (levá, 2,1 říč. km)
- Bezejmenný přítok (levý, 1,5 říč. km) je krátká, málo vydatná strouha, která ústí do Mikulášovického potoka poblíž Čechova statku (čp. 428).

### Studený potok

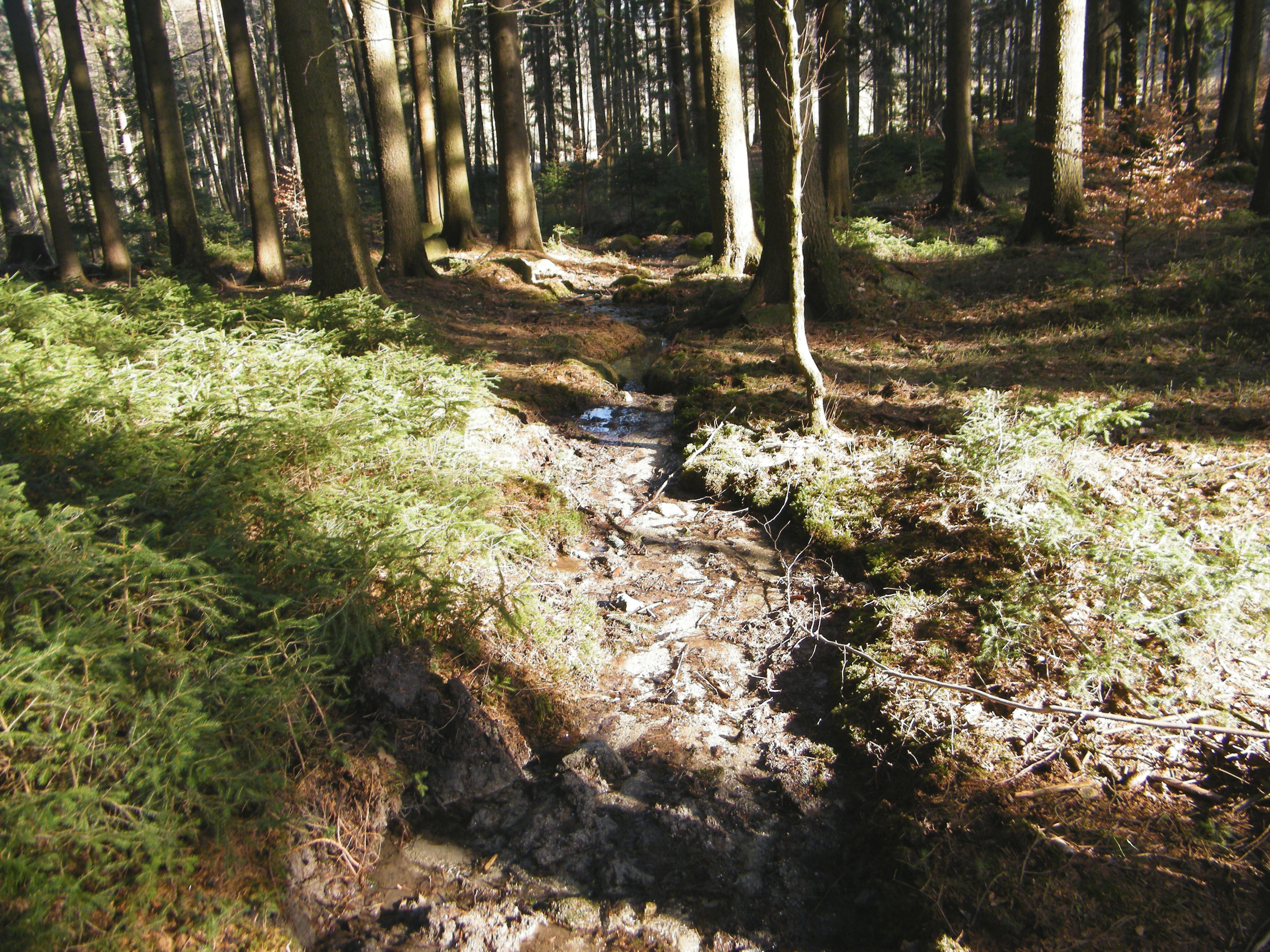
Studený potok pod pramenem

Původní pramen Studeného potoka vyvěrá ze skály do nevelké tůně na jihovýchodním svahu Tanečnice v nadmořské výšce přibližně 505 m, po přibližně 150 metrech se však tok ztrácí v lesním porostu. Skutečným pramenem se tak stal původně první levostranný přítok, který vyvěrá rovněž ze skály v nadmořské výšce přibližně 480 m. Potok teče lesním porostem nejprve východním, posléze severovýchodním směrem a pod Davidových vrchem (447 m) se vlévá do rybníka Vágnetráku. Odtud pokračuje východním směrem korytem pozměněným v poválečném období až do městské zástavby, kde se zleva vlévá do Mikulášovického potoka.

## Vodní režim
Maximální průtok vody je v jarních měsících, což je způsobeno táním sněhu. Průměrný průtok při ústí do Vilémovského potoka je 0,16 m³/s. Průměrné roční srážky v povodí Mikulášovického potoka a tedy i v katastru Mikulášovic jsou 780 mm, což odpovídá celorepublikovému průměru.

## Povodně
Přestože od konce 20. století sužují Česko ničivé záplavy, v povodí Mikulášovického potoka dochází pouze k občasným lokálním záplavám, povětšinou sklepů. Nebylo tomu tak vždy.
Nejstarší doložené zmínky o povodních pochází z roku 1432, kdy bylo po téměř tříměsíčních vytrvalých deštích zatopeno několik domů a rozmáčeno mnoho polí. Ničivé povodně z června a srpna roku 1629 rozbouřily potok natolik, že strhl ve městě většinu mostů, všechny lávky a poničil mnoho cest a domů. Obdobné povodně následovaly v letech 1666 a 1711. Velmi silná byla povodeň z června 1714, kterou vyvolala nečekaná větrná smršť spolu s lijákem. Zaplavena byla střední a dolní část Mikulášovic, voda strhla 22 domů a přinesla smrt 18 vesničanům. Poslední velké povodně přišly v letech 1798 a 1908.